# Natriumdisulfat
Natriumdisulfat, auch als Natriumpyrosulfat bezeichnet, ist das Dinatriumsalz der Dischwefelsäure.

## Darstellung
Die chemische Verbindung mit der Summenformel Na2S2O7 entsteht beim Erhitzen von Natriumhydrogensulfat unter Wasserabspaltung:
{\displaystyle \mathrm {2\ NaHSO_{4}\ {\xrightarrow {\triangle }}\ Na_{2}S_{2}O_{7}\ +\ H_{2}O} }
Eine weitere Synthesemöglichkeit ist das Behandeln von Natriumsulfat mit Schwefeltrioxid.
{\displaystyle \mathrm {Na_{2}SO_{4}\ +\ SO_{3}\ \longrightarrow \ Na_{2}S_{2}O_{7}} }

## Eigenschaften
Die Verbindung bildet farblose, trikline Kristalle, welche bei 402 °C schmelzen und sich beim Glühen  zu Schwefeltrioxid und Natriumsulfat zersetzen.
{\displaystyle \mathrm {Na_{2}S_{2}O_{7}\ {\xrightarrow {\triangle }}\ Na_{2}SO_{4}\ +\ SO_{3}\uparrow } }
Natriumdisulfat reagiert als eine Lewissäure mit Wasser zu stark saurem Natriumhydrogensulfat:
{\displaystyle \mathrm {Na_{2}S_{2}O_{7(s)}+H_{2}O_{(l)}\longrightarrow \ 2\ NaHSO_{4(s)}} }.
Das Mononatriumsalz der Dischwefelsäure mit der Summenformel NaHS2O7 ist unbekannt.

## Toxikologie
Für Natriumdisulfat gibt es bisher keine GHS-Einstufung. Mit Wasser zersetzt sich Natriumdisulfat spontan und quantitativ zu Natriumhydrogensulfat.